# Černá sobota
Černá sobota (sobota 29. června 1946), kvůli tomu, že připadla na židovský šabat, někdy také označována jako Černý šabat či dle britského kódového označení operace Agáta, byla policejní a vojenská operace provedená britskou správou britského mandátu Palestina. Vojáci a policie při operaci pátrali po ukrytých zbraních a zatýkali v Jeruzalémě, Tel Avivu, Haifě a v několika desítkách osad. Kromě jiného byla rovněž uzavřena Židovská agentura. Celkový počet příslušníků britských bezpečnostních složek, které byly do operace zapojeny se podle zdrojů liší, udávají se čísla 10 tisíc, 17 tisíc a 25 tisíc. Celkem bylo zatčeno na 2700 jednotlivců, mezi nimi například i Moše Šaret. Mezi britské cíle operace patřilo odrazení Hagany, Palmachu, Lechi (Sternův gang) a Irgunu od páchání dalších útoků proti britským jednotkám a představitelům, stejně tak jako odvrácení případného jednostranného vyhlášení Židovského státu. Kromě toho byla britská správa vedena snahou o podpoření morálky britských vojáků.

## Pozadí
Britské operaci předcházelo období zvýšeného napětí. V noci 16. června 1946 se uskutečnila Noc mostů a 17. června Lechi zaútočila na železniční společnost v Haifě. Krátce poté Irgun unesl šest britských důstojníků. Jeden z důstojníků uprchl a dva byli propuštěni. Irgun oznámil, že zbývající důstojníky propustí výměnou za zrušení trestu smrti pro dva členy Irgunu.
Historik Thurston Clarke uvádí, že britská vláda chtěla operací rovněž podpořit armádní morálku a zabránit státnímu převratu, při němž by sionističtí vůdci jednostranně vyhlásili vznik židovského státu. Dalším cílem bylo odrazení Hagany, a zejména pak jejích elitních jednotek Palmach od provádění dalších útoků proti britským jednotkám a představitelům.

## Operace
Britská operace byla rozsáhlá. Kolem Jeruzaléma létala v nízkých výškách letadla. Na cesty byly umístěny zátarasy, vlaky byly zastavovány a cestující byli evakuováni a eskortováni do svých domovů. Pro provoz záchranných lékařských vozidel byla požadována speciální licence. Nadto byl vyhlášen zákaz vycházení.
Během operace došlo k odhalení úkrytů zbraní. V kibucu Jagur nalezli britští vojáci více než 300 pušek, přibližně 100 minometů, více než 400 tisíc nábojů, zhruba 5000 granátů a 78 revolverů. Tyto nalezené zbraně byly ukázány na tiskové konferenci a všichni muži z kibucu byli uvězněni.
Operace Agáta vzbudila v myslích mnoha lidí reminiscence holocaustu. Ženy strhávaly své oděvy, aby ukázaly tetování z koncentračních táborů. Během operace se v některých osadách vyskytly případy, kdy vojáci zaháněli vesničany do klecí za jejich křiku, že přesně to samé prováděli nacisté. Situaci ještě více zhoršila skupina příslušníků britské armády, která pořvávala „Heil Hitler,“ po zdech čmárala svastiky a při prohlídkách zmiňovala plynové komory.
Tu sobotu mě za úsvitu probudil hluk vozidel na ulici. Brzy se ozvalo hlasité zaklepání na dveře a britský kapitán parašutistů (říkali jsme jim „sasanky“) se zeptal: „Rabin?“
Můj otec souhlasně přikývl, zatímco tři družstva parašutistů, ozbrojená breny a samopaly, vnikla do bytu. Další četa obkličovala dům barikádami z ostnatého drátu. Byla to impozantní vojenská operace.
Spolu s otcem a hostem, který u nás spal, jsem byl odvlečen ven k britskému vojenskému náklaďáku a s bídou se vyškrábal nahoru. Odvezli nás do blízké školy, kde jsme uviděli Mošeho Šareta, šéfa politického odboru Židovské agentury. Také jeho zatkli. Ve skutečnosti, jak jsme se dozvěděli až později, zatkli většinu exekutivy Židovské agentury (Ben Gurion byl v té době v zahraničí) a tisíce lidí podezřelých, že patří k Palmach. Tato operace se v análech naší moderní historie stala známou jako „Černá sobota.“
Jicchak Rabin

## Po operaci a důsledky
Poté, co Černá sobota skončila, byli propuštěni britští důstojníci a vysoký komisař Alan Cunningham zmírnil příslušníkům Irgunu trest smrti na doživotní vězení.
Hagana a Palmach byly odrazeny od pokračování v protibritských operacích. Extremistické skupiny jako Lechi a Irgun, který v té době vedl pozdější izraelský premiér Menachem Begin, však v operacích pokračovaly a své útoky dokonce zintenzivnily.
Konkrétně Irgun na operaci Agáta odpověděl bombovým útokem na jižní křídlo hotelu King David, kde bylo sídlo britské vlády v Palestině.